# Ficinia oligantha
Ficinia oligantha är en halvgräsart som först beskrevs av Ernst Gottlieb von Steudel, och fick sitt nu gällande namn av Jean Raynal. Ficinia oligantha ingår i släktet Ficinia och familjen halvgräs. Inga underarter finns listade i Catalogue of Life.